# Steins;Gate: l'àrea de càrrega del déjà-vu
Steins;Gate: l'àrea de càrrega del déjà-vu (劇場版 シュタインズ・ゲート 負荷領域のデジャヴ, Gekijōban Shutainzu Gēto: Fuka Ryōiki no Dejavu) és una pel·lícula d'animació japonesa del 2013 de ciència-ficció produïda per White Fox. És una continuació de l'anime de 2011 Steins;Gate, el qual es basa en el videojoc homònim de la franquícia Kagaku Adobenchā.
La pel·lícula es va estrenar als cinemes del Japó el 20 d'abril de 2013, mentre que el doblatge català es va estrenar al canal lineal del SX3 el 14 de gener de 2024.

## Argument
La pel·lícula té lloc l'agost de 2011, un any després dels esdeveniments de la sèrie d'anime. Després a través de múltiples línies de temps a causa de la invenció dels "D-Mails", és a dir, els missatges de text que es poden enviar al passat, en Rintaro Okabe ha aterrat, teòricament, a l'"Steins Gate", una línia de temps en què cap dels seus amics no haurien mort i en què no existeix un futur governat per SERN, atès que no s'hauria inventat la màquina del temps. Malgrat això, l'Okabe aviat comença a sentir els efectes secundaris dels constants viatges temporals per múltiples línies de temps, que aviat s'acumulen i això fa que l'existència de l'Okabe desaparegui. Així doncs, només la Kurisu Makise, la noia que havia salvat amb els seus esforços, el recorda gràcies als déjà-vus.

## Producció
Steins;Gate: l'àrea de càrrega del déjà-vu es va anunciar per primera vegada al final de la sèrie de televisió d'anime el 13 de setembre de 2011. El tema d'obertura és "Anata no Eranda Kono Toki o" (あなたの選んだこの時を, El moment en què vas prendre la decisió) de Kanako Itō mentre que el tema final és "Itsumo Kono Basho de" (いつもこの場所で, Sempre en aquest lloc) d'Ayane.
La pel·lícula es va estrenar tant en DVD com en Blu-ray Disc al Japó el 13 de desembre de 2013. Se'n van publicar diverses versions; una edició estàndard de DVD, una edició estàndard de Blu-ray Disc, un pack combinat de cinc discos que conté diversos drames radiofònics i un pack combinat de sis discos que conté els drames radiofònics a més de la banda sonora de la pel·lícula.

## Estrena
La pel·lícula es va estrenar als cinemes japonesos el 20 d'abril de 2013 i es va estrenar en BD/DVD el 13 de desembre de 2013.

## Rebuda
La pel·lícula va debutar a la posició número 7 el primer cap de setmana i va recaptar 86.822.800 iens a 18 sales de cinema del Japó. Més tard va recaptar 319.125.723 iens a la taquilla, però va caure al lloc número 12 el tercer cap de setmana. Chiyomaru Shikura va dir més tard al seu compte de Twitter que la pel·lícula havia recaptat més de 500 milions de iens. A més, va revelar que només havia rebut un sol ien en concepte de drets d'autor de la pel·lícula. Famitsu va informar que la pel·lícula havia recaptat més de 550 milions de iens durant la cobertura que van fer sobre la pròxima posada a la venda del Blu-ray i DVD.
Richard Eisenbeis de Kotaku va declarar: "Aquesta pel·lícula és un èxit o un fracàs depenent de si connectes o no amb la Kurisu i l'Okabe, i tenint en compte les increïbles interpretacions dels seus actors de veu, trobo inconcebible no connectar-hi". Toshi Nakamura, també de Kotaku, va procedir a dir que es tractava d'"Un excel·lent epíleg de la història de Steins;Gate".

## Productes derivats
Una adaptació a manga de Reki Kugayama es va publicar a la revista Shōnen Ace de Kadokawa Shoten entre els números de maig i desembre de 2013, publicats el 26 de març i el 26 d'octubre de 2013, respectivament. La sèrie es va recollir en dos volums, publicats el 24 d'abril i el 26 de desembre de 2013. Una sèrie de novel·les de dos volums, escrita per Tatsuya Hamazaki i il·lustrada per Huke, Kyūta Sakai i Bun150, va ser publicada per Kadokawa Shoten amb el segell Kadokawa Sneaker Bunko. Els dos volums es van publicar l'1 de maig i l'1 de juny de 2013.